# Olympische Sommerspiele 1992/Tennis
Bei den XXV. Olympischen Spielen 1992 in Barcelona wurden vier Wettbewerbe im Tennis ausgetragen. Der Bronzerang wurde jeweils nicht ausgespielt, sondern die Plätze geteilt.
Austragungsort war das Centre Municipal de Tennis Vall d’Hebron, gespielt wurde auf Sandplatz.

## Männer

### Einzel
| Platz | Land           | Spieler             |
| ----- | -------------- | ------------------- |
| 1     | Schweiz        | Marc Rosset         |
| 2     | Spanien        | Jordi Arrese        |
| 3     | Kroatien       | Goran Ivanišević    |
| 3     | Vereintes Team | Andrei Tscherkassow |
| 5     | Mexiko         | Leonardo Lavalle    |
| 5     | Brasilien      | Jaime Oncins        |
| 5     | Spanien        | Emilio Sánchez      |
| 5     | Frankreich     | Fabrice Santoro     |

Finale am 8. August

### Doppel
| Platz | Land        | Spieler                         |
| ----- | ----------- | ------------------------------- |
| 1     | Deutschland | Boris Becker Michael Stich      |
| 2     | Südafrika   | Wayne Ferreira Piet Norval      |
| 3     | Kroatien    | Goran Ivanišević Goran Prpić    |
| 3     | Argentinien | Javier Frana Christian Miniussi |
| 5     | Spanien     | Sergio Casal Emilio Sánchez     |
| 5     | Rumänien    | George Cosac Dinu Pescariu      |
| 5     | Schweiz     | Jakob Hlasek Marc Rosset        |
| 5     | Indien      | Ramesh Krishnan Leander Paes    |

Finale am 7. August

## Frauen

### Einzel
| Platz | Land               | Spieler                 |
| ----- | ------------------ | ----------------------- |
| 1     | Vereinigte Staaten | Jennifer Capriati       |
| 2     | Deutschland        | Steffi Graf             |
| 3     | Vereinigte Staaten | Mary Joe Fernández      |
| 3     | Spanien            | Arantxa Sánchez Vicario |
| 5     | Belgien            | Sabine Appelmans        |
| 5     | Deutschland        | Anke Huber              |
| 5     | Spanien            | Conchita Martínez       |
| 5     | Schweiz            | Manuela Maleewa         |

Finale am 7. August

### Doppel
| Platz | Land               | Spieler                                   |
| ----- | ------------------ | ----------------------------------------- |
| 1     | Vereinigte Staaten | Gigi Fernández Mary Joe Fernández         |
| 2     | Spanien            | Conchita Martínez Arantxa Sánchez Vicario |
| 3     | Australien         | Nicole Provis Rachel McQuillan            |
| 3     | Vereintes Team     | Leila Mes’chi Natallja Swerawa            |
| 5     | Frankreich         | Isabelle Demongeot Nathalie Tauziat       |
| 5     | Tschechoslowakei   | Jana Novotná Andrea Strnadová             |
| 5     | Argentinien        | Mercedes Paz Patricia Tarabini            |
| 5     | Südafrika          | Mariaan de Swardt Elna Reinach            |

Finale am 8. August

## Medaillenspiegel
| Platz | Land               | G | S | B | Gesamt |
| ----- | ------------------ | - | - | - | ------ |
| 1     | Vereinigte Staaten | 2 | – | 1 | 3      |
| 2     | Deutschland        | 1 | 1 | – | 2      |
| 3     | Schweiz            | 1 | – | – | 1      |
| 4     | Spanien            | – | 2 | 1 | 3      |
| 5     | Südafrika          | – | 1 | – | 1      |
| 6     | Kroatien           | – | – | 2 | 2      |
| 6     | Vereintes Team     | – | – | 2 | 2      |
| 8     | Argentinien        | – | – | 1 | 1      |
| 8     | Australien         | – | – | 1 | 1      |